# Knud Lynge
Knud Lynge, född den 10 februari 1934 i Skovlunde (i Ballerups kommun i Storköpenhamn), är en dansk före detta tävlingscyklist som var professionell från 1957 till 1961 och vars främsta meriter är segern i Århus sexdagars 1959 i par med Ferdinando Terruzzi och tredjeplatsen i New Yorks sexdagars samma år i par med Günther Ziegler.